# Marxisme noir
Marxisme noir. La Genèse de la tradition radicale noire, publié pour la première fois en 1983 et à nouveau en 2000, est un livre écrit par l'universitaire Cedric Robinson. Influencé par de nombreux économistes et penseurs radicaux afro-américains et noirs du XIXe siècle, Robinson procède à une analyse historico-critique du marxisme et de la tradition eurocentrique dont il est issu. Le livre ne s'appuie pas sur la pensée marxiste et ne la réitère pas, mais introduit plutôt l'analyse raciale dans la tradition marxiste.

## Résumé
Marxisme noir est divisé en trois parties, la première étant « Émergence et limites du radicalisme européen », la deuxième « Les racines du radicalisme noir » et la troisième « Radicalisme noir et théorie marxiste ». Dans ces sections, Robinson critique le marxisme et son recours au déterminisme. Les principales théories issues de Marxisme noir sont le capitalisme racial et la tradition radicale noire.
L'ouvrage commence par présenter la théorie du capitalisme racial, qui consiste à tirer une valeur sociale et économique de l'identité raciale d'une autre personne. Robinson développe ce terme pour corriger ce qui, selon lui, a conduit Karl Marx et Friedrich Engels à croire à tort que la société bourgeoise européenne rationaliserait les relations sociales. Robinson écrit qu‘ « [e]n tant que force matérielle […] on pouvait s’attendre à ce que le racialisme s’infiltre inévitablement dans les structures sociales émergentes du capitalisme. J’ai utilisé le terme 'capitalisme racial' pour faire référence […] à la structure qui en résulte en tant qu’agentivité historique. » Il affirme que tout capitalisme est structuré par le « racialisme » et produit des inégalités entre les groupes. Par conséquent, tout capitalisme devrait être reconnu comme un capitalisme racial.
Outre la théorisation du capitalisme racial, Marxisme noir vise à élucider la tradition radicale noire du passé, du présent et de l'avenir. Robinson relate plusieurs actes de résistance, depuis les communautés marrones du XVIIe siècle dans les Amériques jusqu'aux luttes de libération nationale du XXe siècle, en s'appuyant sur les universitaires W. E. B. Du Bois et C. L. R. James pour illustrer la tradition,.

## Éditions
Marxisme noir a été publié pour la première fois en 1983 par Zed Books. Il a été réédité en 2000 par University of North Carolina Press, avec une introduction de Robin D. G. Kelley. La deuxième édition de Marxisme noir a reçu à la fois des éloges et des critiques de la part de la gauche américaine. En 2023, la traduction française est publiée par Entremonde.

## Réception
Plusieurs auteurs ont démontré la pertinence de Marxisme noir pour le 21e siècle et écrit sur le livre.
Le mouvement Black Lives Matter (BLM) fonde son analyse structurelle de l'oppression des Noirs sur le capitalisme racial. Plus précisément, l'organisation Movement for Black Lives (M4BL) mentionne le capitalisme racial dans sa plateforme politique pour 2020, « A Vision for Black Lives » (Une vision pour les vies noires). Les spécialistes estiment qu'il est intéressant de constater que BLM continue de se référer à Marxisme noir, ce qui laisse entendre que les théories du livre ont une grande importance pour les mouvements radicaux noirs d'hier et d'aujourd'hui. En outre, les chercheurs radicaux contemporains se font les avocats de Marxisme noir en soulignant qu‘il établit le lien entre la violence contemporaine contre les Noirs et les structures historiques d'oppression,.
La publication de Marxisme noir a orienté le programme des Études afro-américaines et influencé la définition du radicalisme dans les études noires,. La tradition radicale noire constitue une riche ressource pour les défis futurs des études africaines et sert de pont, aidant les universitaires à « comprendre le vocabulaire conceptuel utilisé par les intellectuels militants qui font des recherches et enseignent la relation entre la race et la classe ... [et] à identifier les concepts nécessaires pour transformer les conditions dans lesquelles la tradition radicale opère aujourd'hui ».